# Bukvice
Bukvice település Csehországban, a Jičíni járásban. Bukvice Podhradí, Veliš, Střevač, Chyjice és Ostružno településekkel határos. Lakosainak száma 167 fő (2024. január 1.).

## Népesség
A település lakosságának változását az alábbi diagram mutatja:
| Lakosok száma | 381  | 403  | 350  | 229  | 169  | 148  | 157  | 160  | 168  | 167  |
|               | 1869 | 1890 | 1921 | 1950 | 1980 | 2001 | 2017 | 2019 | 2022 | 2024 |